# Bistum Luçon
Das Bistum Luçon (lateinisch Dioecesis Lucionensis, französisch Diocèse de Luçon) ist eine in Frankreich gelegene römisch-katholische Diözese mit Sitz in Luçon.

## Geschichte
Das Bistum wurde am 16. August 1317 durch Papst Johannes XXII. mit der Apostolischen Konstitution Salvator noster aus Gebietsabtretungen des Bistums Poitiers errichtet und dem Erzbistum Bordeaux als Suffraganbistum unterstellt.
Am 29. November 1801 wurde das Bistum Luçon aufgelöst und das Gebiet wurde dem Bistum La Rochelle-Saintes angegliedert.
Das Bistum Luçon wurde am 6. Oktober 1822 durch Papst Pius VII. mit der Apostolischen Konstitution Paternae charitatis erneut errichtet. Das Gebiet des Bistums Luçon entspricht seither dem des Département Vendée. Am 16. Dezember 2002 wurde das Bistum Luçon durch Papst Johannes Paul II. dem Erzbistum Rennes als Suffraganbistum unterstellt.

## Weblinks

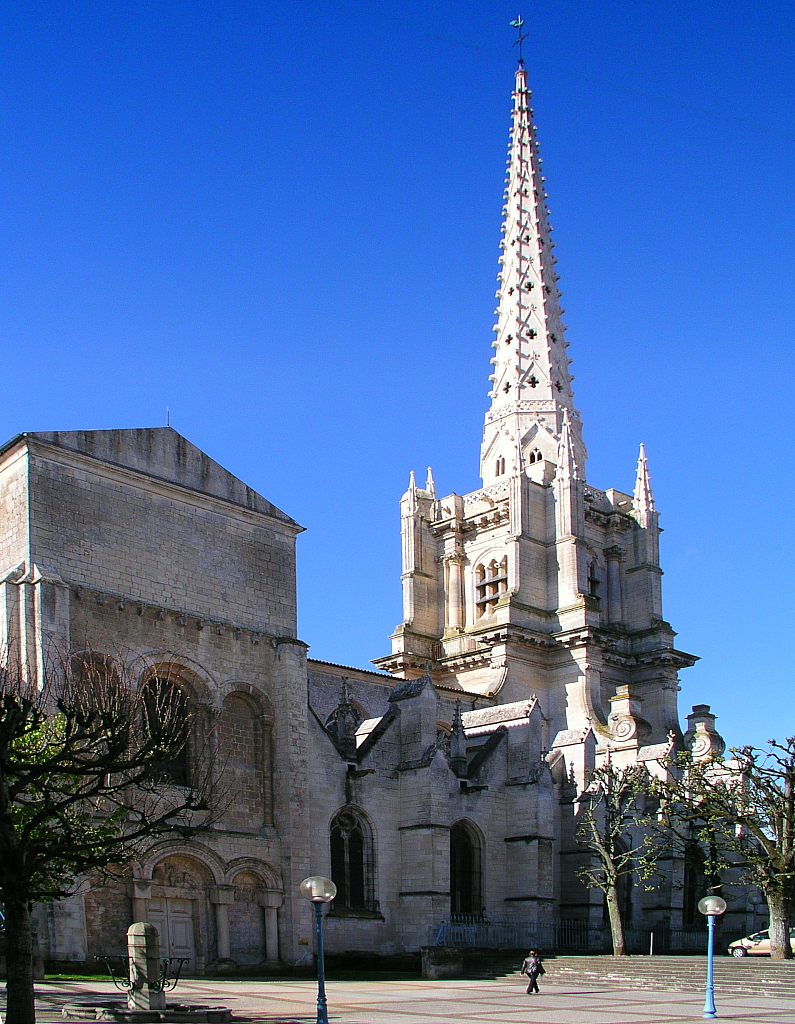
Kathedrale von Luçon